# Jeremy Podeswa
Jeremy Podeswa (Toronto, 1962) es un director de cine y televisión canadiense. Es conocido por su trabajo como director en series de televisión como Six Feet Under, Nip/Tuck, The Tudors, Queer as Folk y la miniserie de HBO sobre la Segunda Guerra Mundial, The Pacific. Además ha escrito varias películas. En 2011 fue nominado al premio Emmy como mejor director en una serie dramática por su trabajo en Boardwalk Empire.

## Biografía
Jeremy Podeswa nació en Toronto, Ontario. Su padre era pintor y el único de su familia cercana sobreviviente de los campos Nazis. En 1984, se graduó en el Centro de estudios cinematográficos avanzados (ahora llamado AFI Conservatory) del American Film Institute. Es abiertamente homosexual.
| Episodios de: - Queer as Folk (2000) - The Chris Isaak Show (2001) - Six Feet Under (2001) - Wild Card (2003) - Carnivàle (2003) - Nip/Tuck (2003) - The L Word (2004) - Wonderfalls (2004) - Roma (2005) - Commander in Chief (2005) - Dexter (2007) - The Tudors (2008-2010) - The Pacific (2010) - Boardwalk Empire (2010) - Ray Donovan (2013) - Game of Thrones (2015) - The Handmaid's Tale (2018) | - David Roche Talks to You About Love (1983) - Nion (1984) - The Revelations of Becka Paulsen (1985) - In the Name of Bobby (1985) - Standards (1992) - Walls (1993) - Caveman Rainbow (1993) - Eclipse (1995) - The Five Senses (1999) - 24fps (2000) - Touch (2001) - Fugitive Pieces (2007) |